# Нилс Лис
Нилс Лис (Женева, 24. август 1996) швајцарски је пливач чија специјалност су трке слободним, делфин и мешовитим стилом. Вишеструки је национални рекордер и првак и учесник европских и светских првенстава.

## Спортска каријера
Лис је са такмичењима у пливању започео у јуниорској конкуренцији, а прво велико такмичење на ком се појавио било је европско јуниорско првенство 2013. у Познању где је пливао за швајцарске штафете 4×100 мешовито (10) и 4×200 слободно (7. место). У децембру исте године по први пут је наступио и на сениорском првенству Европе у малим базенима. на европском јуниорском првенству у Дордрехту 2014. освојио је две сребрне медаље у тркама делфин стилом на 100 и 200 метара, што су била и његова прва одличја у каријери. На Олимпијским играма младих у Нанђингу 2014. пливао је у чак шест дисциплина, а најближи медаљи био је у трци на 200 делфин коју је окончао на четвртом месту.
На светским првенствима је дебитовао у Казању 2015, а учествовао је и на шампионатима у Будимпешти 2017. и Квангџуу 2019. године. 